# John William Snow
John William Snow (Toledo, 2 agosto 1939) è un politico statunitense.
È stato 73° Segretario al Tesoro degli Stati Uniti sotto la presidenza di George W. Bush.